# Four Corners (Montana)
Four Corners és una concentració de població designada pel cens dels Estats Units a l'estat de Montana. Segons el cens del 2000 tenia 1.828 habitants.

## Demografia
Segons el cens del 2000, Four Corners tenia 1.828 habitants, 761 habitatges, i 506 famílies. La densitat de població era de 68,9 habitants per km².
Dels 761 habitatges en un 30,1% hi vivien nens de menys de 18 anys, en un 55,6% hi vivien parelles casades, en un 7% dones solteres, i en un 33,5% no eren unitats familiars. En el 24,7% dels habitatges hi vivien persones soles el 5,8% de les quals corresponia a persones de 65 anys o més que vivien soles. El nombre mitjà de persones vivint en cada habitatge era de 2,4 i el nombre mitjà de persones que vivien en cada família era de 2,87.
Per edats la població es repartia de la següent manera: un 23% tenia menys de 18 anys, un 10,1% entre 18 i 24, un 31,3% entre 25 i 44, un 25,7% de 45 a 60 i un 9,9% 65 anys o més.
L'edat mediana era de 37 anys. Per cada 100 dones de 18 o més anys hi havia 113,2 homes.
La renda mediana per habitatge era de 36.964 $ i la renda mediana per família de 43.977 $. Els homes tenien una renda mediana de 30.710 $ mentre que les dones 21.146 $. La renda per capita de la població era de 18.185 $. Aproximadament el 8,1% de les famílies i el 10,3% de la població estaven per davall del llindar de pobresa.

## Poblacions més properes
El següent diagrama mostra les poblacions més properes.